# Białośliwie (stacja kolejowa)
Białośliwie – stacja kolejowa w Białośliwiu, w województwie wielkopolskim, w Polsce. Leży na trasie Kutno–Piła. Dworzec wybudowano wraz odcinkiem Piła–Bydgoszcz, stanowiącym fragment planowanej wtedy trasy Pruskiej Kolei Wschodniej tworzącym połączenie Berlina z Królewcem. Odcinek ten i dworzec oddano do użytku 27 lipca 1851. Wpisana do rejestru zabytków w dniu 24 stycznia 2007 pod numerem 41/Wlkp/A.

## Linki zewnętrzne

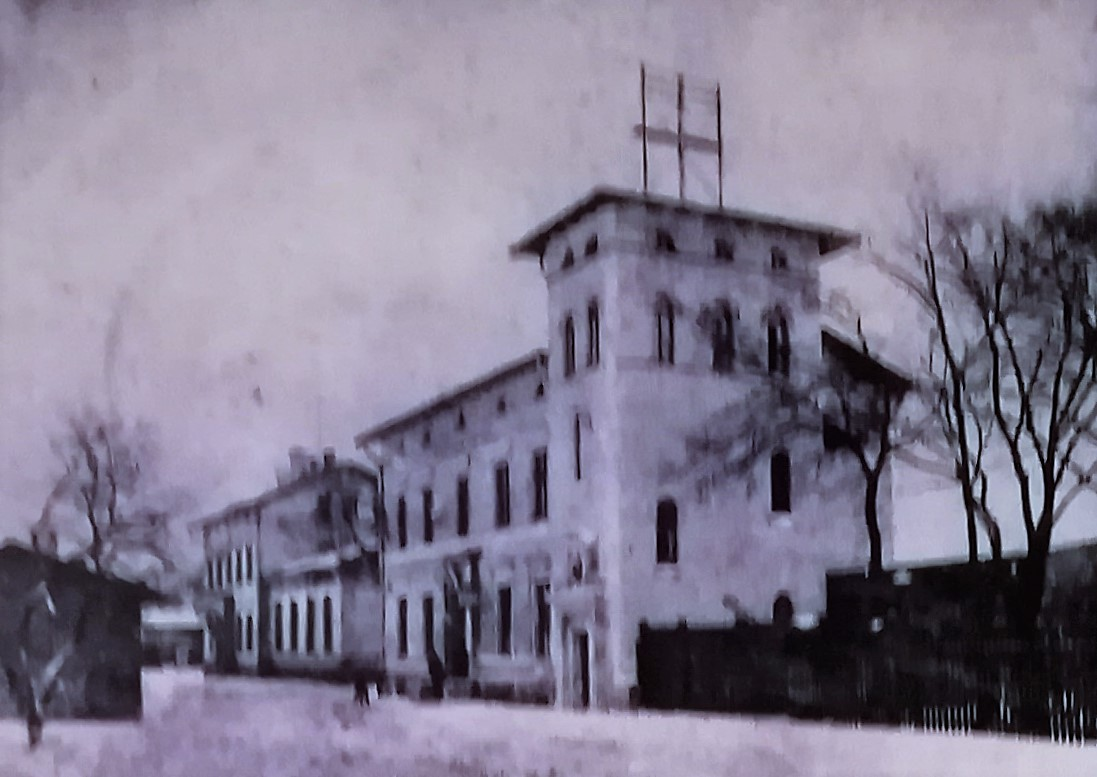
Dworzec w 1903

## Ruch pasażerski
| Rok  | Wymiana pasażerska na dobę |
| ---- | -------------------------- |
| 2017 | 150-199                    |
| 2022 | 200-299                    |

## Zobacz także
- Białośliwie Wąskotorowe